# República del Congo en los Juegos Olímpicos de la Juventud 2018
La República del Congo participó en los Juegos Olímpicos de la Juventud 2018 en Buenos Aires, Argentina, celebrados entre el 6 y el 18 de octubre de 2018. Su delegación estuvo conformada por dos atletas en dos disciplinas. No obtuvo medallas en las justas.

## Medallero
| Medalla       | Oro | Plata | Bronce | Total |
| ------------- | --- | ----- | ------ | ----- |
| Total oficial | 0   | 0     | 0      | 0     |

## Disciplinas

### Atletismo
Congo clasificó a una atleta en esta disciplina.
Femenino
Eventos de Pista
| Atleta        | Evento                | Serie 1 | Serie 1 | Serie 2 | Serie 2 | Total   | Total  |
| Atleta        | Evento                | Tiempo  | Puesto  | Tiempo  | Puesto  | Tiempo  | Puesto |
| ------------- | --------------------- | ------- | ------- | ------- | ------- | ------- | ------ |
| Evedieu Samba | 400 Metros con Vallas | 1:10.63 | 18      | 1:08.15 | 16      | 2:18.78 | 16     |

### Natación
Congo clasificó a un atleta en esta disciplina.
Masculino
| Atleta                   | Evento      | Serie     | Serie     | Semifinal | Semifinal | Final     | Final     |
| Atleta                   | Evento      | Tiempo    | Puesto    | Tiempo    | Puesto    | Tiempo    | Puesto    |
| ------------------------ | ----------- | --------- | --------- | --------- | --------- | --------- | --------- |
| Eddie Corneille Boyengue | 50 m Libres | 37.28     | 54        | No avanzó | No avanzó | No avanzó | No avanzó |
| Eddie Corneille Boyengue | 50 m Pecho  | No empezó | No empezó | No avanzó | No avanzó | No avanzó | No avanzó |